# Brachypremna pictipes
Brachypremna pictipes är en tvåvingeart som beskrevs av Osten Sacken 1888. Brachypremna pictipes ingår i släktet Brachypremna och familjen storharkrankar. Inga underarter finns listade i Catalogue of Life.